# Сантена
Са̀нтена (на италиански: Santena; на пиемонтски: Sanna, Сана) е град и община в Метрополен град Торино, регион Пиемонт, Северна Италия. Разположен е на 237 m надморска височина. Към 1 януари 2020 г. населението на общината е 10 736 души, от които 871 са чужди граждани.